# Marlborough (Massachusetts)
Pour les articles homonymes, voir Marlborough.

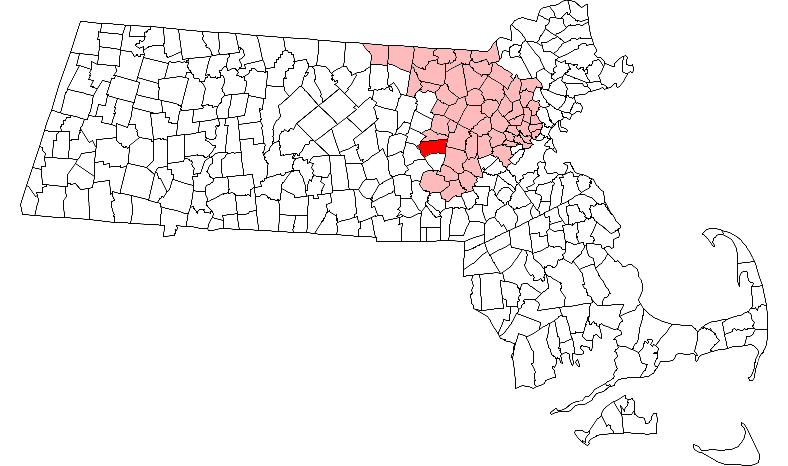
Localisation de Marlborough dans le Massachusetts

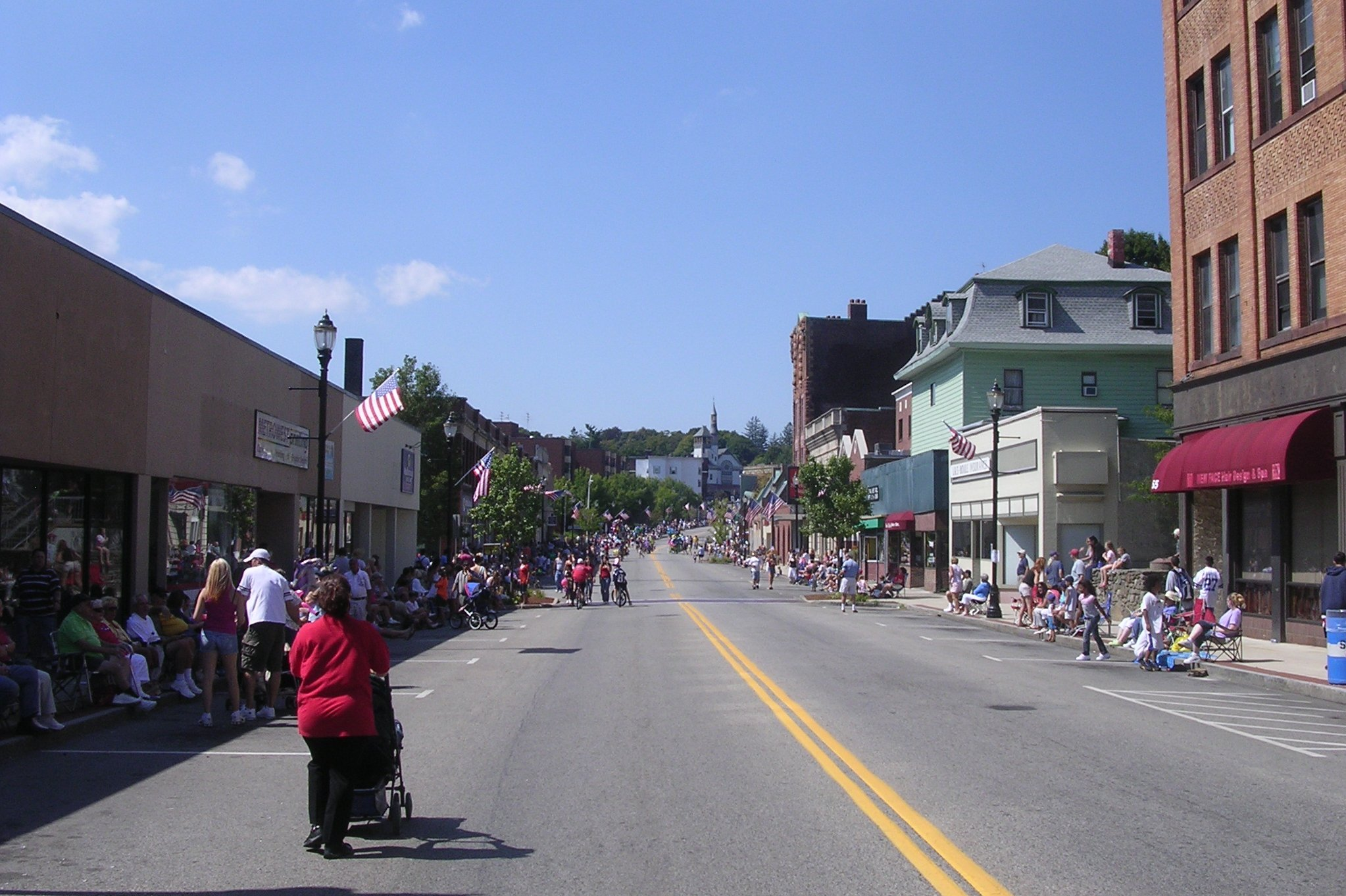

Marlborough est une ville du Comté de Middlesex (Massachusetts) située à l'ouest de Boston. La population est de 38 499 habitants en 2010.
Marlborough est devenue une ville industrielle au XIXe siècle, et a pris de le virage de la haute-technologie au XXe siècle. Elle est le siège entre autres de la société 3Com.